# Mandagomphodon
Mandagomphodon is een geslacht van uitgestorven traversodontide cynodonten uit de Lifua-afzetting van de Manda Beds uit het Midden-Trias van Ruhuhu Valley, Tanzania. 
De typesoort van het geslacht, Scalenodon hirschsoni, werd in 1972 door Alfred Crompton benoemd. De soortaanduiding eert de Zuid-Afrikaan B. Hirschson die in de jaren vijftig voor het British Museum opgravingen verrichtte. Latere studies, waaronder een fylogenetische analyse uit 2003 van traversodontide verwantschappen, vonden de soort Scalenodon uit de Manda-formatie als enkele clade, wat betekent dat vele niet naar het geslacht konden worden geplaatst. Scalenodon attridgei werd gezien als een mogelijk synoniem van Scalenodon charigi, waarvan ook werd vastgesteld dat het slechts in de verte verwant was aan Scalenodon angustifrons. De studie suggereerde dat Scalenodon hirschsoni meer gemeen had met andere traversodontiden als Luangwa. Daarom werd in 2013/2014 door James Hopson een apart geslacht Mandagomphodon benoemd met als combinatio nova Mandagomphodon hirschsoni. De geslachtsnaam verwijst naar de Manda Beds en de Gomphodontia.
Het holotype is NHMUK R8577, een schedel met onderkaken.